# William Hernán Muñoz Pérez
William Hernán Muñoz Pérez (20 de abril de 1984, Medellín, Antioquia) es un ciclista de Colombia. Es profesional desde 2007, corriendo en la categoría Élite con el equipo Café de Colombia – Colombia es Pasión.

## Equipos
- UNE
- Colombia es Pasión-Coldeportes
- Café de Colombia-Colombia es Pasión

## Palmarés
- 2007: Campeón Departamental de ruta en la categoría Elite.

- Datos: Q9096042